# Guf (rapper)
Alexei Dolmatov (n. 23 septembrie 1979, Moscova) este un rapper rus cunoscut în Rusia după numele de scenă Guf.

## Biografie

### Începutul carierei
Primul său cântec poartă denumirea de “Zidul Chinezesc” și l-a scris la vârsta de 19 ani. Acest cântec a fost scris împreună cu raperul Roma cunoscut ca Marlin, cu care Guf a învățat în aceeași grupă la Universitatea Pedagogică de Stat de la Moscova. Piesa  a fost auzită pentru prima dată la postul de radio “2000”[nefuncțională]
, după care raperul și-a luat o pauză creativă, ce a durat 2 ani.

### Educație
Guf a absolvit  două facultăți: "Facultatea de Economie" și "Facultatea de Litere". În cadrul Facultății de Litere a studiat limba chineză. În anii 90’ împreună cu părinții a trăit câțiva ani în China și a reușit să învețe la o universitate chineză.

### În componența trupei Rolex-X
În lumea Hip-Hop-ului  Guf a intrat în anul 2000 în componența trupei “Rolex-X”[nefuncțională]
. Denumirea grupei provine de la numele participanților proiectului: Roma și Alexei. Anume după ce a fost în această trupă, raperul Guf este cunoscut ca Rolex-X.

### Viața creativă
Multe dintre piesele lui Guf  sunt dedicate vieții lui din trecut și anume aceste piese au devenit “cartea lui de vizită” în lumea Hip-Hop-ului, formându-și un nou stil specific.. În viața creativă a lui Guf mai este un personaj demn de menționat și anume bunica lui Tamara. El menționează despre ea în cântecul „Ориджинал Ба” în care povestește despre relația lor și caracterul ei.
În luna aprilie a anului 2007 își publică albumul  “Город дорог”  (“Orașul drumurilor”). Tot în acest an înregistrează un duet cu raperul Basta, piesa cu denumirea “Моя игра” (“Jocul meu”). Pe lângă aceasta interpretul începe un program activ de concerte.

### În componența trupei Centr
Tot în anul 2007 devine participant al trupei Centr[nefuncțională]
, care își publică albumul cu denumirea “Качели”  (“Leagăn”) la 25 octombrie. 

### După plecarea din trupa Centr
În anul 2009 renunță la trupa Centr, anunțând despre aceasta într-un interviu. Tot în 2009 a dublat unul dintre personajele desenului animat Девять (“Nouă”).
La sfârșitul anului 2009, raperul Guf își publică cel de-al doilea album solo  "Дома", (“Acasă”), ce s-a plasat pe primul loc după voturile date de către cititorii portalului Рэп.ру.[nefuncțională]

### Viața personală
Raperul a fost utilizator de droguri, după cum a afirmat și singur, dar acum a renunțat la ele definitiv. În luna octombrie a anului 2008 Guf s-a însurat cu o fată pe nume Aiza. La data de 5 mai 2010 se naște băiețelul lor  pe care tinerii părinți l-au numit Sami.